# Irma Kurti
Irma Kurti (n. 20 martie 1966, Tirana, Albania) este o poetă, scriitoare, textieră, jurnalistă și traducătoare albaneză. Ea are și cetățenia italiană.

## Biografie
S-a născut la 20 martie 1966, la Tirana. Tatăl ei a fost medicul albanez, scriitorul și radiologul de profesie Hasan Kurti (1933-2018). Mama sa a fost Sherife Mezini Kurti (1935-2006), o educatoare și economistă albaneză. Tatăl ei a fost un avid cititor de literatură clasică și modernă și a transmis această dorință fiicei sale, Irma. A jucat un rol fundamental în încurajarea și susținerea creativității ei timpurii și ulterioare.
Irma Kurti a absolvit Departamentul de Engleză al Universității din Tirana în 1988 și de atunci a lucrat ca profesoară de engleză și jurnalistă pentru diferite ziare, precum Mësuesi (Profesorul) și Dita informacion (Informația Zilei) și altele.
În septembrie 1997, ea a absolvit un curs de un an de limbă și cultură greacă la Universitatea din Atena, Grecia. De asemenea, a urmat numeroase cursuri de specializare în jurnalism în diverse locuri din Europa și America de Nord.
Kurti a început să scrie poezii de la o vârstă fragedă. În 1980, a câștigat premiul I la un concurs național în cadrul celei de-a 35-a aniversări a revistei „Pionierii”. În 1989, ea a luat premiul al doilea la un concurs organizat de Radio Tirana pentru tineri poeți cu ocazia împlinirii a 45 de ani de la eliberarea Albaniei. De atunci, a câștigat 30 de premii la mai multe concursuri literare internaționale din Italia și Elveția. În 2013, a câștigat Premiul Internațional la Ediția a IX-a Universum Donna (echivalent cu Femeia Anului) și a fost nominalizată ca Ambasadoare a Păcii de către Universitatea Păcii din Lugano, Elveția. Ea a primit, de asemenea, premiul „Poetul albanez al anului 2015” din partea Centrului PEN din Albania.
Irma Kurti este, de asemenea, binecunoscută ca autoare a versurilor a mai multor cântece celebre albaneze.
Poeziile Irmei Kurti au fost incluse în unele publicații ale Bibliotecii Internaționale de Poezie din Maryland, SUA, precum și în antologiile: Forever Speken, The best poems and poets of 2007 și altele. Poeziile și povestirile ei scurte au fost incluse în antologiile: Il Federiciano, publicația editurii Aletti Editore 2010, Diffusione Autori 2011, a editurii GDS Edizioni, Lingua Madre - Povești despre femei străine în Italia, 2012/2013, Enciclopedia universală a autorilor italieni 2013 și altele.
Kurti a publicat douăzeci și șase de cărți în limba albaneză și douăzeci de cărți în limba italiană, inclusiv colecții de poezie, povestiri scurte și romane. Câteva dintre cărțile ei au fost traduse și în alte limbi.
În anul 2020 a primit titlul de președinte de onoare al WikiPoesia. Ea locuiește în Bergamo, Italia.

## Cărți în albaneză
- Këtë natë me ty, poezii, 1999;
- Shihemi në një tjetër botë, poezii, 2002;
- Qirinjtë janë fikur, poezii, 2003;
- Bëj sikur fle, poezii, 2005;
- Puthja e fundit, poezii, 2007;
- Midis dy brigjeve, roman autobiografic, 2010;
- Një vjeshtë pa kthim, nuvele, 2013;
- Nën bluzën time, poezii, 2013.
- Copëza shënimesh nëpër rrugët e shkreta, articole de jurnalism, 2013;
- Njeriu që fliste me pemët, roman, 2015;
- Nuk është ky deti, poezii, 2016;
- Lajmet vijnë edhe këtu, nuvele, 2016;
- Krahët rreh një flutur, poezii pentru copii, 2016;
- Në pragun e një dhimbjeje, poezii, 2016;
- Pa atdhe, poezii, 2017;
- Në borxh me dashurinë, poezii, 2018;
- Mesazhe nga lart, poezii, 2018;
- Kohë për t'u dashur, poezii, 2019;
- Dallgët thërresin emrin tënd, roman, 2020;
- Zëri yt tretet në erë, poezii, 2020;
- Grimca gëzimi, poezii, 2020;
- Kujtimet e një mjeku, împreună cu Hasan Kurti, 2021;
- Shelgu lotues, poezii, 2021;
- Humbur mes ngjyrash, poezii, 2022;
- Ti je loti im, poezii, 2022;
- Ditët e fundit të një qyteti, roman, 2022.

## Cărți în italiană
- Tra le due rive, roman, 2011;
- Risvegliare un amore spento, poezii, 2011;
- Un autunno senza ritorno, nuvele, 2012;
- Sotto la mia maglia, poezii, 2013;
- Le notizie arrivano anche qui, nuvele, 2014;
- Non è questo il mare, poezii, 2014;
- Sulla soglia di un dolore, poezii, 2016;
- Senza patria, poezii, 2016;
- In assenza di parole, roman, 2017;
- Le pantofole della solitudine, poezii, 2018;
- Il sole ha emigrato, poezii, 2019;
- In una strofa cu i ricordi, poezii, 2019;
- Nella mia anima piove, poezii, 2020;
- I ricordi di un medico, amintiri, împreună cu Hasan Kurti, 2020;
- Messaggi dall'alto, poezii, 2021;
- Briciole di gioia, poezii, 2021;
- Le onde chiamano il tuo nome, roman, 2021;
- Un immenso cielo d'estate, poezii, 2022;
- Persi tra i colori, poezii, 2022;
- Un giorno mi racconterai, poezii, 2022;
- La tua voce nel vento, poezii, 2023.

## Cărți în engleză
- I knew the gray sky, poezii, SUA, 2014.
- Sub bluza mea, poezii, 2015.
- Under my blouse, poezie pentru copii, 2016.
- Without a homeland,, poezii, SUA, 2019.
- Within a sorrow, poezii, Filipine, 2021.
- In every raindrop, poezii, 2021.
- Love, you don't know, poezii, Canada, 2022.
- Ultimele zile ale unui oraș, roman, Filipine, 2022.
- Iubiri dispărute, poezii, India, 2022.
- It's ranining in my soul, ediție bilingvă, engleză-turcă, Turcia 2022.
- Imaginea ta între degetele mele, ediție bilingvă, engleză-spaniolă, Chile 2023.
- Ne-am întâlnit într-o lacrimă, ediție bilingvă engleză-urdu (Pakistan), 2023.
- Plouă în sufletul meu, ediție bilingvă engleză-urdu, 2023.
- One day you will tell me, poezii, SUA, 2023.
- Lost in the colors, poezii, India, 2023.

## Premii
- Premiul III la Concursul Internațional de Poezie și Proză 2010 al Asociației „Napoli Cultural Classic”, Italia, la categoria autori străini.
- Premiu special la Concursul Internațional de Poezie și Proză 2011 „ Coluccio Salutati ”, Borgo a Buggiano, Pistoia pentru poezia: „Și mă întorc”.
- Premiul I la Concursul Internațional de Poezie și Proză 2011 „Napoli Cultural Classic” la categoria autorilor străini pentru poezia: „Sub bluza mea”.
- Premiul I la secțiunea de proză a Concursului Internațional „Lacul Gerundo -Europa și Cultură”, ediția a IX-a, 2011, la orașul Paullo, Milano, pentru cartea „Între cele două coaste”.
- Mențiune de Onoare la Concursul Internațional „Țările Liguriei 2011”, La Spezia cu cartea „Între două coaste”.
- Premiul criticii la Concursul Internațional de Poezie și Proză „Integrarea culturală pentru o lume mai bună”, Milano pentru cartea de poezii: „Pentru a trezi o iubire uitată”.
- Premiul Special, Universitatea Internațională a Păcii la Ediția a XIII-a 2012 a Concursului Literar Internațional „Europa”, la Lugano, Elveția pentru cartea: „Între cele două coaste”.
- Premiul III la Concursul Literar Internațional de Poezie și Proză 2012, Orașul Recco, Genova, pentru cartea: „Pentru a trezi o iubire uitată”.
- Premiul II la 26° Concurs Literar Internațional „Giovani Gronchi” din Pontedera, Pisa pentru cartea „O toamnă fără întoarcere”.
- Premiul III la Concursul Literar Internațional: „Europa” 2013, la Lugano, Elveția pentru cartea: „O toamnă fără întoarcere”.
- Premiul Internațional „Universum Donna” pentru literatură, ediția a IX-a 2013 și nominalizarea „Ambasador al păcii” de la Universitatea Păcii din Lugano, Elveția.
- Premiul III la ediția a IV-a a Concursului literar Valle Vigezzo „Andrea Testore“ pentru povestea: „Secretul unei zile de primăvară”.
- Premiul III la Concursul literar „Giovanni Gronchi 2013” de la Pontedera (Pisa) pentru cartea: „Între cele două coaste”.
- Premiul Special la Concursul Literar Internațional: „Città di Pontremoli” 2014, pentru cartea: „O toamnă fără întoarcere”.
- Premiul I la Concursul Literar Internațional: „Città di Treviglio” pentru nuvele.
- Premiul III la Concursul Literar Internațional: „“Antico Borgo” 2014, La Spezia pentru cartea: „Sub bluza mea”.
- Mențiune de onoare la Concursul literar: „Inițiativa editorială 2014”, Bergamo.
- Premiul I la Concursul Literar Internațional: „Europa” 2015, Lugano, Elveția, pentru cartea de poezie: „Sub bluza mea”.
- Premiul II la Concursul Literar Internațional: „Città di Pontremoli” 2015, pentru cartea de poezie: „Aceasta nu este marea”.
- Premiul III la Concursul Național Literar: „Salvatore Quasimodo” Palazzago, Bergamo.
- Premiul I la Concursul Literar Internațional: „Posedonia Paestum” 2015, Salerno, la categoria autori străini.
- Mențiune de Onoare la Concursul Literar Internațional: „Împreună în lume” 2015, Savona, cu cartea: „Veștile ajung și aici”.
- „Poeta albaneză a anului 2015” de la Centrul PEN Albanez.
- Mențiune de onoare la Concursul Literar Internațional de poezie și proză „Napoli Cultural Classic 2016” la categoria autori străini.
- Premiul special „Poezia oamenilor” la Concursul Literar Internațional: „Centrul Tineretului și poezia Triuggio”.
- Cele mai bune versuri de cântec la Festivalul Copiilor „Vihuela 2016”, din Pristine, Kosovo.
- Premiul II la Concursul literar: „Primăvara poetică a Diasporei 2016” din Zurich, organizat de Asociația Scriitorilor Albanezi din Elveția și Centrul Cultural din Kosovo.
- Mențiune de Onoare la Concursul literar „Filippo Maria Tripolone” Ediția a XV-a, pentru cartea: „Între cele două coaste”
- Premiul „Cea mai bună carte” pentru cartea de poezie: „În pragul unei dureri” la Concursul Literar Internațional: „Premiile Academiei de Poezie” organizat de Academia Artiștilor din Napoli.
- Premiul II la Concursul Literar Internațional „Leandro Polverini” pentru cartea de poezie: „Aceasta nu este marea”.